# Úrazové pojištění
Úrazové pojištění je druh pojištění, který zahrnuje výplatu pojistného plnění v případě, že v důsledku úrazu dojde k přechodnému tělesnému poškození, trvalému tělesnému poškození, či smrti pojištěného. Pojištění se může vztahovat na jednotlivce i skupinu osob. Výplata pojistného plnění po úrazu neprobíhá ihned, ale až po skončení šetření úrazu, což bývá obvykle do několika měsíců od úrazu. V případě trvalých následků se může jednat až o několik let, kdy se čeká například na výši trvalých následků, které pojistná událost způsobila. Úrazové pojištění má mezinárodní platnost. Za úraz pojišťovny obecně považují "neočekávané a náhlé působení zevních sil nebo vlastní tělesné síly anebo neočekávané a nepřerušované působení vysokých nebo nízkých vnějších teplot, plynů, par, záření, jedů s výjimkou jedů mikrobiálních a látek imunotoxických, kterým bylo pojištěnému během trvání pojištění způsobeno tělesné poškození anebo smrt". Definice není pro všechny pojišťovny stejná, lze ji vždy najít ve všeobecných pojistných podmínkách, nejčastěji v odstavci s nadpisem "Pojistná událost". Rozsah pojistného plnění je určen pojistnou smlouvou a je omezen horní hranicí. Zatímco úrazové pojištění obsahuje krytí pro případ úrazu, životní pojištění kryje kompletní ochranu životních rizik a obsahuje zároveň garantovanou rezervotvornou spořicí složku.